# Rhaphiomidas brevirostris
Rhaphiomidas brevirostris is een vliegensoort uit de familie Mydidae. De wetenschappelijke naam van de soort is voor het eerst geldig gepubliceerd in 1954 door Cazier.
De soort komt voor in Mexico en de Verenigde Staten.